# Particule relativiste
En physique des particules, une particule relativiste est une particule ayant une énergie cinétique supérieure ou égale à son énergie de masse au repos {\displaystyle E=m_{0}c^{2}}. Plus précisément, une particule relativiste est une particule dont la vitesse est comparable à celle de la lumière {\displaystyle c}.
Cette condition est réalisée en particulier pour les photons dans la mesure où les effets décrits par la relativité restreinte sont capables de décrire leur comportement. Il existe plusieurs approches pour décrire le mouvement des particules relativistes simples ou multiples. Un exemple important étant les postulations faites à travers l'équation de Dirac du mouvement pour une particule isolée.
La relation énergie-impulsion d’une particule peut s’écrire sous la forme suivante :
{\displaystyle E^{2}=(pc)^{2}+(m_{0}c^{2})^{2},}
où {\displaystyle E} est l'énergie, {\displaystyle p} est la quantité de mouvement, et {\displaystyle m_{0}} est la masse au repos. Lorsque la masse au repos tend à être nulle, par exemple dans le cas des photons, ou que l'impulsion a tendance à être grande, par exemple pour des protons de haute énergie, cette relation se simplifie en une dispersion linéaire :
{\displaystyle E=pc.}
Cette expression est différente de la relation énergie-impulsion parabolique dans le cas des particules classiques. Ainsi, dans la pratique, la linéarité de la relation énergie-impulsion est considérée comme une caractéristique clé des particules relativistes. Les deux types de particules relativistes sont caractérisées respectivement comme des particules sans masse et des particules massives.
Les particules massives sont considérées relativistes lorsque leur énergie cinétique est comparable ou supérieure à leur énergie de masse au repos {\displaystyle E=m_{0}c^{2}}. En d’autres termes, une particule massive est relativiste lorsque son énergie totale est au moins deux fois supérieure à son énergie de masse au repos. Cette condition implique que la vitesse de la particule est proche de celle de la lumière. La formule du facteur de Lorentz permet de calculer qu'une particule dont l'énergie cinétique est égale à son énergie de masse au repos se déplace à environ 86,6 % de la vitesse de la lumière. De telles particules relativistes sont générées dans les accélérateurs de particules. Elles apparaissent aussi produites naturellement dans le rayonnement cosmique. En astrophysique, des jets de plasma relativiste sont produits par les centres des galaxies actives et des quasars.
Une particule relativiste chargée traversant l'interface entre deux milieux ayant des permittivités diélectriques différentes émet un rayonnement de transition. Ceci est exploité dans les détecteurs de rayonnement de transition de particules de haute énergie.

## Particules relativistes de bureau
Des électrons relativistes peuvent également exister dans certains matériaux à l'état solide,,,, y compris les semi-métaux tels que le graphène, les isolants topologiques, les alliages de bismuth et d'antimoine, et les semi-conducteurs tels que les dichalcogénures de métaux de transition et les couches de phosphorène noir. Ces électrons confinés dans le réseau avec des effets relativistes qui peuvent être décrits à l'aide de l'équation de Dirac sont également appelés électrons relativistes de bureau ou électrons de Dirac.